# Brachyglossina maroccana
Brachyglossina maroccana är en fjärilsart som beskrevs av Eugen Wehrli 1930. Brachyglossina maroccana ingår i släktet Brachyglossina och familjen mätare. Inga underarter finns listade i Catalogue of Life.